# Gau Westmark
El Gau Westmark o Western March fue una división administrativa de la Alemania nazi desde 1933 hasta 1945. Desde 1926 hasta 1933, fue una subdivisión regional del Partido Nazi.

## Historia
El sistema nazi gau (gaue en plural) se estableció originalmente en una conferencia del partido el 22 de mayo de 1926, con el fin de mejorar la administración de la estructura del partido. A partir de 1933, después de la toma del poder por parte de los nazis, los gaue reemplazaron cada vez más a los estados alemanes como subdivisiones administrativas en Alemania.
El Gau se estableció originalmente en las partes de Baviera, a la izquierda del río Rin, el Palatinado (en alemán: Pfalz). Como tal, llevó el nombre de Gau Rheinpfalz (Palatinado Renano). El territorio de Oldenburgs Birkenfeld también se anexionó al Gau en 1934. Con el regreso de la Cuenca del Saar a Alemania el 1 de marzo de 1935, las dos regiones se fusionaron y formaron el nuevo Gau Pfalz-Saar. Este gau pasó a llamarse Gau Saarpfalz (Sarre-Palatinado) el 13 de enero de 1936.
Después del estallido de la Segunda Guerra Mundial y la derrota de Francia en 1940, el departamento francés de Mosela, rebautizado como "CdZ-Gebiet Lothringen", se incorporó al Gau el 30 de noviembre de 1940. El 7 de diciembre de 1940, fue renombrado nuevamente como Gau Westmark. El Gauleiter Bürckel esperaba que Westmark se extendiera hasta la futura frontera occidental de Alemania, especialmente teniendo en cuenta la región mineralizada de Briey-Longwy en el departamento de Meurthe-et-Moselle. Bürckel presentó además reclamaciones sobre partes de Alsacia e incluso Baden. El Gau, sin embargo, permaneció como tal hasta la derrota de Alemania en 1945.
Al frente de cada gau se encontraba un Gauleiter, una posición que se hizo cada vez más poderosa, especialmente después del estallido de la Segunda Guerra Mundial. Los Gauleiter locales estuvieron a cargo de la propaganda y la vigilancia y, desde septiembre de 1944 en adelante, el Volkssturm y la defensa de los gau.
La posición de Gauleiter en Westmark fue ocupada por Josef Bürckel durante la mayor parte de la existencia de gau hasta 1944, cuando Willi Stöhr se hizo cargo.